# L'Anneau de Cassandra (livre)
L'Anneau de Cassandra (titre original : The Ring) est un roman de Danielle Steel, paru aux États-Unis en 1980 puis en France en 1982.

## Résumé
Pendant la Seconde Guerre mondiale, une jeune femme allemande est séparée de sa famille et emprisonnée par les nazis. 
Une fois libérée, elle tombe amoureuse d'un officier, qui meurt dans la bataille de Berlin sous le feu des Russes. Elle parvient à s'enfuir aux États-Unis, enceinte de son époux, et cherche à retrouver sa famille, s'appuyant sur un anneau qu'elle tient de sa mère.

## Adaptation
L'Anneau de Cassandra a été adapté à la télévision par Armand Mastroianni en 1996, avec Nastassja Kinski : voir L'Anneau de Cassandra (téléfilm).